# けやきひろば

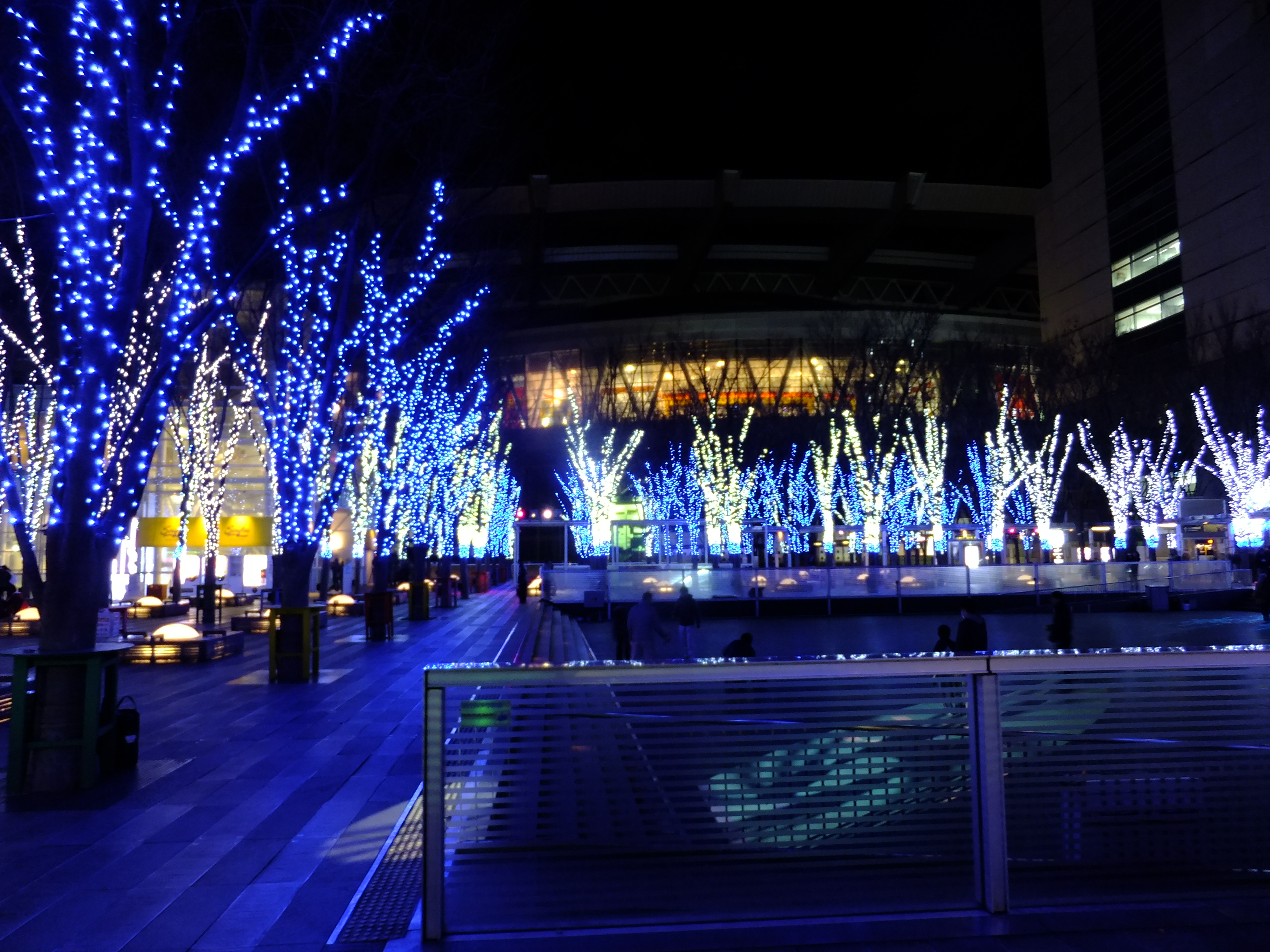
冬季に行われる「けやきひろば」のイルミネーション

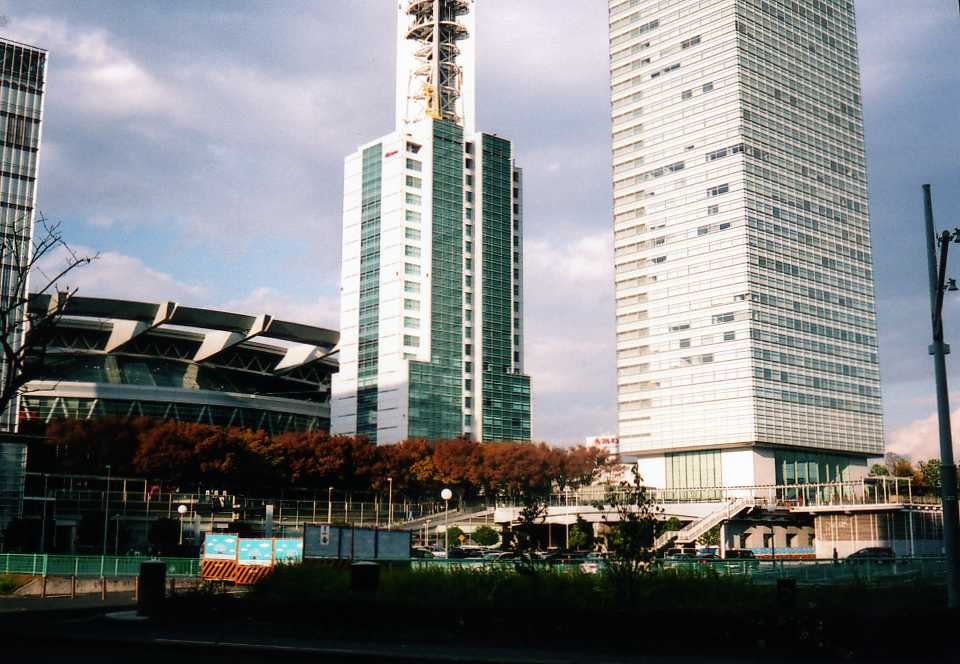
ビルの間にある「けやきひろば」。初冬なので葉が赤い。

けやきひろばは、埼玉県さいたま市中央区新都心10番地にある、広場・商業施設。

## 概要
さいたま新都心のほぼ中央に位置する。さいたまスーパーアリーナに隣接しており、第三セクターの株式会社さいたまアリーナが管理・運営している。地下1階・地上2階（一部地上3階）の構造で、地下1階が駐車場（290台収容）、1階と3階が約20店舗のレストランや各種ショップ、2階が人工地盤の広場である。人工地盤上には埼玉県の県の木であるケヤキが220本植えられており、施設の名称の由来ともなっている。また2階部分で北与野デッキなどのペデストリアンデッキと接続しており、歩行者はさいたま新都心駅や北与野駅、さいたまスーパーアリーナなどから直接アクセス出来る。人工地盤上の“森のパビリオン”の下部は1階まで吹き抜けであり、人工地盤上からも1階のイベントを見物できる。サンクンプラザや芝生広場などのイベントスペースもある。随時、スーパーアリーナのコミュニティーアリーナで行うイベントと一体で活用することもある。

## 略歴
- 1994年（平成6年）
  - 4月 - さいたまひろば（仮称）提案競技審査会設置
  - 11月 - さいたまひろば（仮称）提案競技最優秀作品決定
- 1995年（平成7年）8月 - さいたまひろば（仮称）関連施設等エスキース競技最優秀作品決定
- 1996年（平成8年）3月 - さいたまアリーナ（仮称）さいたまひろば（仮称）管理運営基本方針策定
- 1998年（平成10年）1月 - さいたまひろば（仮称）着工
- 1999年（平成11年）4月 - 「けやきひろば」に名称決定
- 2000年（平成12年）5月5日 - さいたま新都心まちびらき
- 2015年（平成27年）10月26日 - 大規模改修工事開始[1]
- 2016年（平成28年）
  - 1月12日 - 大規模改修工事のため1階テナントの大部分が休館[1]
  - 9月2日 - 1階・3階テナントの営業再開[2]
- 2019年（平成31年）3月26日 - さいたまスーパーアリーナ・TOIRO ・けやきひろばの3施設の総合的な愛称が、公募により「たまアリタウン」に決定する。

## 主なテナント
- スターバックス コーヒーさいたま新都心店
- ローソンさいたま新都心けやき広場店
- ロッテリアさいたまけやきひろば店→ゼッテリアさいたまけやきひろば店

テナントではないが、埼玉県警大宮警察署管轄のさいたま新都心交番も設置されている。

## アクセス
- JR東日本各線「さいたま新都心駅」より徒歩2分。
- JR東日本JR埼京線「北与野駅」より徒歩約7分。